# All-Star Game de la NBA

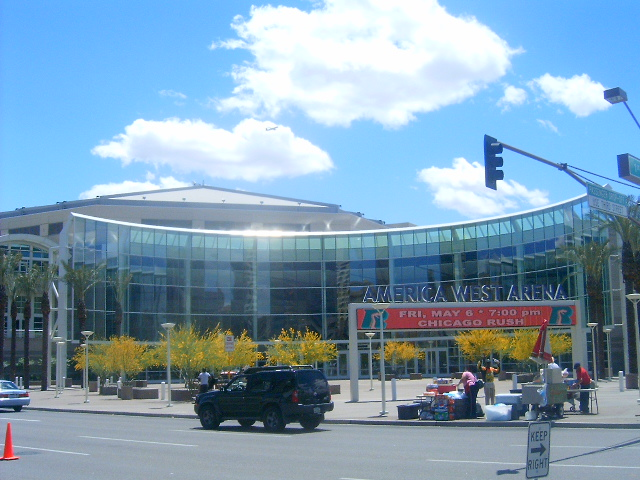
Talking Stick Resort Arena, escenario del All-Star Game de 2009.

El All-Star Game de la NBA es un partido de carácter amistoso que se celebra durante el All-Star Weekend de la NBA, en el que participan solo los mejores jugadores de cada año, divididos en dos equipos que representan a cada conferencia (Este y Oeste).
El objetivo principal del partido es dar espectáculo, por ello se celebran también el mismo fin de semana un concurso de habilidades, de triples y otro de mates. El primer All-Star Game se celebró en el Boston Garden el 2 de marzo de 1951. Desde entonces, se han reunido los mejores jugadores de la historia en un partido para el entretenimiento.

## Proceso de selección
Los participantes son actualmente sugeridos mediante dos maneras: la primera es por votación de los seguidores, tanto en los pabellones de las franquicias como por Internet. Los 5 jugadores por Conferencia más votados de cada posición comienzan jugando como titulares, mientras que la segunda modalidad está reservada a los suplentes, que son elegidos por los entrenadores de cada conferencia. Si un jugador se encuentra lesionado y no puede participar en el partido el Comisionado de la NBA selecciona al jugador que le reemplaza.
El entrenador del equipo con mejor balance de cada conferencia dirigirá el encuentro, aunque no podrá hacerlo en temporadas consecutivas, llamada "Regla Riley", nombrada así debido a que el entrenador de Los Angeles Lakers de los años ochenta, Pat Riley, entrenó al equipo de la Conferencia Oeste durante prácticamente toda la década, debido a que su equipo solía ser el mejor equipo del Oeste.

## Historia
En el primer formato de la competición, que perduró durante 66 ediciones, del All-Star Game de la NBA 1951 al All-Star Game de la NBA 2017, la Conferencia Este obtuvo más victorias en los enfrentamientos contra la Conferencia Oeste por un total de 37 a 29.
Sin embargo, la emoción del partido fue decayendo, por lo que la NBA, para subir el interés del evento, decidió modificar el formato a partir del All-Star Game de la NBA 2018, en el que los aficionados y los periodistas especializados elegían por votación a los 24 jugadores seleccionados para el All-Star y los dos más votados se convertían en capitanes de cada equipo, que a continuación, y de forma televisada, elegían a once jugadores para cada uno de sus equipos. Este formato duró solo 6 ediciones, hasta el All-Star Game de la NBA 2023. LeBron James fue el único jugador que logró ser designado como capitán durante las seis ediciones de este formato del All-Star, logrando su equipo la victoria en las cinco primeras ediciones del partido.
En el All-Star Game de la NBA 2024 se volvió al formato de conferencias y el partido nuevamente enfrentó al Este contra el Oeste.
A partir del All-Star Game de la NBA 2026 se enfrentará el equipo de Estados Unidos contra el equipo del Resto del Mundo.
| Conferencia Este (38 victorias) | Conferencia Oeste (29 victorias) |

| Año  | Resultado (tanteo) | Pabellón deportivo | Ciudad y Estado | Premio Kobe Bryant al MVP del partido |
| ---- | --- | --- | --- | --- |
| 1951 | Este 111 - Oeste 94 (1-0) | Boston Garden (1) | Boston (1), MA | Ed Macauley (Boston Celtics) |
| 1952 | Este 108 - Oeste 91 (2-0) | Boston Garden (2) | Boston (2), MA | Paul Arizin (Philadelphia Warriors) |
| 1953 | Oeste 79 - Este 75 (1-2) | Allen County War Memorial Coliseum | Fort Wayne, IN | George Mikan (Minneapolis Lakers) |
| 1954 | Este 98 - Oeste 93 (pr.) (3-1) | Madison Square Garden (1925) (1)** | Nueva York (1), NY | Bob Cousy (1) (Boston Celtics) |
| 1955 | Este 100 - Oeste 91 (4-1) | Madison Square Garden (1925) (2)** | Nueva York (2), NY | Bill Sharman (Boston Celtics) |
| 1956 | Oeste 108 - Este 94 (2-4) | Rochester War Memorial Coliseum | Rochester, NY | Bob Pettit (1) (St. Louis Hawks) |
| 1957 | Este 109 - Oeste 97 (5-2) | Boston Garden (3) | Boston (3), MA | Bob Cousy (2) (Boston Celtics) |
| 1958 | Este 130 - Oeste 118 (6-2) | St. Louis Arena (1) | San Luis (1), MO | Bob Pettit (2) (St. Louis Hawks) |
| 1959 | Oeste 124 - Este 108 (3-6) | Olympia Stadium | Detroit, MI | Elgin Baylor (Minneapolis Lakers) & Bob Pettit (3) (St. Louis Hawks) |
| 1960 | Este 125 - Oeste 115 (7-3) | Convention Hall | Filadelfia (1), PA | Wilt Chamberlain (Philadelphia Warriors) |
| 1961 | Oeste 153 - Este 131 (4-7) | Onondaga County War Memorial Coliseum | Syracuse, NY | Oscar Robertson (1) (Cincinnati Royals) |
| 1962 | Oeste 150 - Este 130 (5-7) | St. Louis Arena (2) | San Luis (2), MO | Bob Pettit (4) (St. Louis Hawks) |
| 1963 | Este 115 - Oeste 108 (8-5) | Los Angeles Memorial Sports Arena | Los Ángeles (1), CA | Bill Russell (Boston Celtics) |
| 1964 | Este 111 - Oeste 107 (9-5) | Boston Garden (4) | Boston (4), MA | Oscar Robertson (2) (Cincinnati Royals) |
| 1965 | Este 124 - Oeste 123 (10-5) | St. Louis Arena (3) | San Luis (3), MO | Jerry Lucas (Cincinnati Royals) |
| 1966 | Este 137 - Oeste 94 (11-5) | Cincinnati Gardens | Cincinnati, OH | Adrian Smith (Cincinnati Royals) |
| 1967 | Oeste 135 - Este 120 (6-11) | Cow Palace | Daly City, CA | Rick Barry (San Francisco Warriors) |
| 1968 | Este 144 - Oeste 124 (12-6) | Madison Square Garden (1925) (3)** | Nueva York (3), NY | Hal Greer (Philadelphia 76ers) |
| 1969 | Este 123 - Oeste 112 (13-6) | Baltimore Civic Center | Baltimore, MD | Oscar Robertson (3) (Cincinnati Royals) |
| 1970 | Este 142 - Oeste 135 (14-6) | The Spectrum (1) | Filadelfia (2), PA | Willis Reed (New York Knicks) |
| 1971 | Oeste 108 - Este 107 (7-14) | San Diego Sports Arena | San Diego, CA | Lenny Wilkens (Seattle SuperSonics) |
| 1972 | Oeste 112 - Este 110 (8-14) All-Star 25.º aniversario | The Forum (1) | Inglewood (1), CA | Jerry West (Los Angeles Lakers) |
| 1973 | Este 104 - Oeste 84 (15-8) | Chicago Stadium (1) | Chicago (1), IL | Dave Cowens (Boston Celtics) |
| 1974 | Oeste 134 - Este 123 (9-15) | Seattle Center Coliseum | Seattle (1), WA | Bob Lanier (Detroit Pistons) |
| 1975 | Este 108 - Oeste 102 (16-9) | Arizona Veterans Memorial Coliseum | Phoenix (1), AZ | Walt Frazier (New York Knicks) |
| 1976 | Este 123 - Oeste 109 (17-9) | The Spectrum (2) | Filadelfia (3), PA | Dave Bing (Washington Bullets) |
| 1977 | Oeste 125 - Este 124 (10-17) | Milwaukee Arena | Milwaukee, WI | Julius Erving (1) (Philadelphia 76ers) |
| 1978 | Este 133 - Oeste 125 (18-10) | Omni Coliseum | Atlanta (1), GA | Randy Smith (Buffalo Braves) |
| 1979 | Oeste 134 - Este 129 (11-18) | Pontiac Silverdome | Pontiac, MI | David Thompson (Denver Nuggets) |
| 1980 | Este 144 - Oeste 136 (pr.) (19-11) | Capital Centre | Landover, MD | George Gervin (San Antonio Spurs) |
| 1981 | Este 123 - Oeste 120 (20-11) | Coliseum at Richfield | Richfield, OH | Nate Archibald (Boston Celtics) |
| 1982 | Este 120 - Oeste 118 (21-11) | Brendan Byrne Arena | East Rutherford, NJ | Larry Bird (Boston Celtics) |
| 1983 | Este 132 - Oeste 123 (22-11) | The Forum (2) | Inglewood (2), CA | Julius Erving (2) (Philadelphia 76ers) |
| 1984 | Este 154 - Oeste 145 (pr.) (23-11) | McNichols Sports Arena | Denver (1), CO | Isiah Thomas (1) (Detroit Pistons) |
| 1985 | Oeste 140 - Este 129 (12-23) | Hoosier Dome | Indianápolis (1), IN | Ralph Sampson (Houston Rockets) |
| 1986 | Este 139 - Oeste 132 (24-12) | Reunion Arena | Dallas, TX | Isiah Thomas (2) (Detroit Pistons) |
| 1987 | Oeste 154 - Este 149 (pr.) (13-24) | Kingdome | Seattle (2), WA | Tom Chambers (Seattle SuperSonics) |
| 1988 | Este 138 - Oeste 133 (25-13) | Chicago Stadium (2) | Chicago (2), IL | Michael Jordan (1) (Chicago Bulls) |
| 1989 | Oeste 143 - Este 134 (14-25) | Astrodome | Houston (1), TX | Karl Malone (1) (Utah Jazz) |
| 1990 | Este 130 - Oeste 113 (26-14) | Miami Arena | Miami, FL | Magic Johnson (1) (Los Angeles Lakers) |
| 1991 | Este 116 - Oeste 114 (27-14) | Charlotte Coliseum | Charlotte (1), NC | Charles Barkley (Philadelphia 76ers) |
| 1992 | Oeste 153 - Este 113 (15-27) | Orlando Arena | Orlando (1), FL | Magic Johnson (2) (Los Angeles Lakers) |
| 1993 | Oeste 135 - Este 132 (pr.) (16-27) | Delta Center (1) | Salt Lake City (1), UT | Karl Malone (2) (Utah Jazz) & John Stockton (Utah Jazz) |
| 1994 | Este 127 - Oeste 118 (28-16) | Target Center | Mineápolis, MN | Scottie Pippen (Chicago Bulls) |
| 1995 | Oeste 139 - Este 112 (17-28) | America West Arena (1) | Phoenix (2), AZ | Mitch Richmond (Sacramento Kings) |
| 1996 | Este 129 - Oeste 118 (29-17) | Alamodome | San Antonio, TX | Michael Jordan (2) (Chicago Bulls) |
| 1997 | Este 132 - Oeste 120 (30-17) All-Star 50.º aniversario | Gund Arena (1) | Cleveland (1), OH | Glen Rice (Charlotte Hornets) |
| 1998 | Este 135 - Oeste 114 (31-17) | Madison Square Garden (1968) (1)** | Nueva York (4), NY | Michael Jordan (3) (Chicago Bulls) |
| 1999 | All-Star Weekend cancelado debido al cierre patronal que redujo la temporada 1998-99 a 50 partidos. El partido se iba a celebrar en el First Union Center de Filadelfia (Pensilvania), y finalmente se celebró en esta ciudad tres años después, en 2002.                                                                                | All-Star Weekend cancelado debido al cierre patronal que redujo la temporada 1998-99 a 50 partidos. El partido se iba a celebrar en el First Union Center de Filadelfia (Pensilvania), y finalmente se celebró en esta ciudad tres años después, en 2002. | All-Star Weekend cancelado debido al cierre patronal que redujo la temporada 1998-99 a 50 partidos. El partido se iba a celebrar en el First Union Center de Filadelfia (Pensilvania), y finalmente se celebró en esta ciudad tres años después, en 2002. | All-Star Weekend cancelado debido al cierre patronal que redujo la temporada 1998-99 a 50 partidos. El partido se iba a celebrar en el First Union Center de Filadelfia (Pensilvania), y finalmente se celebró en esta ciudad tres años después, en 2002. |
| 2000 | Oeste 137 - Este 126 (18-31) | The Arena in Oakland | Oakland, CA | Tim Duncan (San Antonio Spurs) & Shaquille O'Neal (1) (Los Angeles Lakers) |
| 2001 | Este 111 - Oeste 110 (32-18) | MCI Center | Washington D. C. | Allen Iverson (1) (Philadelphia 76ers) |
| 2002 | Oeste 135 - Este 120 (19-32) | First Union Center | Filadelfia (4), PA | Kobe Bryant (1) (Los Angeles Lakers) |
| 2003 | Oeste 155 - Este 145 (2 pr.) (20-32) | Philips Arena | Atlanta (2), GA | Kevin Garnett (Minnesota Timberwolves) |
| 2004 | Oeste 136 - Este 132 (21-32) | Staples Center (1) | Los Ángeles (2), CA | Shaquille O'Neal (2) (Los Angeles Lakers) |
| 2005 | Este 125 - Oeste 115 (33-21) | Pepsi Center | Denver (2), CO | Allen Iverson (2) (Philadelphia 76ers) |
| 2006 | Este 122 - Oeste 120 (34-21) | Toyota Center (1) | Houston (2), TX | LeBron James (1) (Cleveland Cavaliers) |
| 2007 | Oeste 153 - Este 132 (22-34) | Thomas & Mack Center | Las Vegas*, NV | Kobe Bryant (2) (Los Angeles Lakers) |
| 2008 | Este 134 - Oeste 128 (35-22) | New Orleans Arena (1) | Nueva Orleans (1), LA | LeBron James (2) (Cleveland Cavaliers) |
| 2009 | Oeste 146 - Este 119 (23-35) | US Airways Center (2) | Phoenix (3), AZ | Kobe Bryant (3) (Los Angeles Lakers) & Shaquille O'Neal (3) (Phoenix Suns) |
| 2010 | Este 141 - Oeste 139 (36-23) | Cowboys Stadium | Arlington, TX | Dwyane Wade (Miami Heat) |
| 2011 | Oeste 148 - Este 143 (24-36) | Staples Center (2) | Los Ángeles (3), CA | Kobe Bryant (4) (Los Angeles Lakers) |
| 2012 | Oeste 152 - Este 149 (25-36) | Amway Center | Orlando (2), FL | Kevin Durant (1) (Oklahoma City Thunder) |
| 2013 | Oeste 143 - Este 138 (26-36) | Toyota Center (2) | Houston (3), TX | Chris Paul (Los Angeles Clippers) |
| 2014 | Este 163 - Oeste 155 (37-26) | Smoothie King Center (2) | Nueva Orleans (2), LA | Kyrie Irving (Cleveland Cavaliers) |
| 2015 | Oeste 163 - Este 158 (27-37) | Madison Square Garden (1968) (2)** | Nueva York (5), NY | Russell Westbrook (1) (Oklahoma City Thunder) |
| 2016 | Oeste 196 - Este 173 (28-37) | Air Canada Centre | Toronto, ON, Canadá † | Russell Westbrook (2) (Oklahoma City Thunder) |
| 2017 | Oeste 192 - Este 182 (29-37) | Smoothie King Center (3) | Nueva Orleans (3), LA †† | Anthony Davis (New Orleans Pelicans) |
| 2018 | Team LeBron (1) 148 - Team Stephen 145 | Staples Center (3) | Los Ángeles (4), CA | LeBron James (3) (Cleveland Cavaliers) |
| 2019 | Team LeBron (2) 178 - Team Giannis (1) 164 | Spectrum Center | Charlotte (2), NC †† | Kevin Durant (2) (Golden State Warriors) |
| 2020 | Team LeBron (3) 157 - Team Giannis (2) 155 | United Center | Chicago (3), IL | Kawhi Leonard (Los Angeles Clippers) |
| 2021 | Team LeBron (4) 170 - Team Durant (1) 150 | State Farm Arena (2) | Atlanta (3), GA | Giannis Antetokounmpo (Milwaukee Bucks) |
| 2022 | Team LeBron (5) 163 - Team Durant (2) 160 | Rocket Mortgage FieldHouse (2) | Cleveland (2), OH | Stephen Curry (1) (Golden State Warriors) |
| 2023 | Team Giannis (3) 184 - Team LeBron (6) 175 | Vivint Arena (2) | Salt Lake City (2), UT | Jayson Tatum (Boston Celtics) |
| 2024 | Este 211 - Oeste 186 (38-29) | Gainbridge Fieldhouse | Indianápolis (2), IN | Damian Lillard (Milwaukee Bucks) |
| 2025 | * 1ª semifinal: equipo de Estrellas de Charles Barkley 41 - equipo de Estrellas Emergentes de Kenny Smith 32 * 2ª semifinal: equipo de Estrellas de Shaquille O'Neal 42 - equipo ganador del Rising Stars Challenge de Candace Parker 35 * Final: equipo de Estrellas de Shaquille O'Neal 41 - equipo de Estrellas de Charles Barkley 25 | Chase Center | San Francisco, CA | Stephen Curry (2) (Golden State Warriors) |
| 2026 | Estados Unidos - Resto del Mundo | Intuit Dome | Inglewood (3), CA | - |
| 2027 | Estados Unidos - Resto del Mundo | Footprint Center (3) | Phoenix (4), AZ | - |

- * No existe equipo NBA en la ciudad (solo ha sucedido en Las Vegas en 2007, ya que Arlington, en donde se celebró en 2010, forma parte del área metropolitana de Dallas-Fort Worth metroplex).
- ** El actual Madison Square Garden de Nueva York, inaugurado en 1968 y en el que se han jugado los All-Stars de 1998 y 2015, no es el mismo Madison Square Garden (1925) en el que se disputaron las tres anteriores ediciones de 1954, 1955 y 1968 a pesar de tener el mismo nombre.
- Portland, Sacramento, Memphis y Oklahoma City, junto con el distrito de Brooklyn (en Nueva York), son las 5 sedes que albergan franquicias de la NBA en las que nunca se ha celebrado un All-Star.
- † El All-Star Game de la NBA 2016 se celebró en la ciudad canadiense de Toronto, siendo la primera vez que este evento tuvo lugar fuera de los Estados Unidos.
- †† El All-Star Game de la NBA 2017 se iba a celebrar en Charlotte (Carolina del Norte), pero debido a la ley discriminatoria contra los homosexuales de este estado ("Public Facilities Privacy & Security Act") la NBA anunció el 21 de julio de 2016, a ocho meses del evento, que buscaba una ubicación en otro estado,[3] siendo elegida la ciudad de Nueva Orleans (Luisiana). Dos años más tarde la NBA volvió a concederle a la ciudad de Charlotte el All-Star Game de la NBA 2019.
- El partido regresó a su formato original de conferencias entre el Este y el Oeste en el All-Star Game de la NBA 2024.[4]

## Equipos con jugadores ganadores del MVP del All-Star Game de la NBA
| N.º | Equipo                                                                               | Jugadores |
| --- | ------------------------------------------------------------------------------------ | --- |
| 11  | Los Angeles Lakers (9) // Minneapolis Lakers (2)                                     | George Mikan, Elgin Baylor, Jerry West, Magic Johnson (2), Shaquille O'Neal (2), Kobe Bryant (4)              |
| 9   | Boston Celtics                                                                       | Ed Macauley, Bob Cousy (2), Bill Sharman, Bill Russell, Dave Cowens, Nate Archibald, Larry Bird, Jayson Tatum |
| 6   | Philadelphia 76ers                                                                   | Hal Greer, Julius Erving (2), Charles Barkley, Allen Iverson (2)                                              |
| 6   | Sacramento Kings (1) // Cincinnati Royals (5)                                        | Oscar Robertson (3), Jerry Lucas, Adrian Smith, Mitch Richmond                                                |
| 6   | Golden State Warriors (3) // Philadelphia Warriors (2) // San Francisco Warriors (1) | Paul Arizin, Wilt Chamberlain, Rick Barry, Kevin Durant, Stephen Curry (2)                                    |
| 5   | Oklahoma City Thunder (3) // Seattle SuperSonics (2)                                 | Lenny Wilkens, Tom Chambers, Kevin Durant, Russell Westbrook (2)                                              |
| 4   | Chicago Bulls                                                                        | Michael Jordan (3), Scottie Pippen                                                                            |
| 4   | Atlanta Hawks (0) // St. Louis Hawks (4)                                             | Bob Pettit (4)                                                                                                |
| 4   | Cleveland Cavaliers                                                                  | LeBron James (3), Kyrie Irving                                                                                |
| 3   | Detroit Pistons                                                                      | Bob Lanier, Isiah Thomas (2)                                                                                  |
| 3   | Utah Jazz                                                                            | Karl Malone (2), John Stockton                                                                                |
| 3   | Los Angeles Clippers (2) // Buffalo Braves (1)                                       | Randy Smith, Chris Paul, Kawhi Leonard                                                                        |
| 2   | San Antonio Spurs                                                                    | George Gervin, Tim Duncan                                                                                     |
| 2   | New York Knicks                                                                      | Willis Reed, Walt Frazier                                                                                     |
| 2   | Milwaukee Bucks                                                                      | Giannis Antetokounmpo, Damian Lillard                                                                         |
| 1   | Washington Wizards (antes Washington Bullets)                                        | Dave Bing |
| 1   | Denver Nuggets                                                                       | David Thompson                                                                                                |
| 1   | Houston Rockets                                                                      | Ralph Sampson                                                                                                 |
| 1   | Charlotte Hornets                                                                    | Glen Rice |
| 1   | Minnesota Timberwolves                                                               | Kevin Garnett                                                                                                 |
| 1   | Phoenix Suns                                                                         | Shaquille O'Neal                                                                                              |
| 1   | Miami Heat                                                                           | Dwyane Wade                                                                                                   |